# Alanin aminotransferaza
Alanín amínotransferáza, krajš. ALT, je citoplazemski encim s pomembno vlogo v presnovi aminokislin; katalizira pretvorbo alanina v piruvat. Nahaja se predvsem v jetrih. Spremenjene vrednosti ALT lahko kažejo na jetrno bolezen.

## Funkcija
ALT katalizira prenos aminoskupine z alanina na oksoglutarat v navzočnosti koencima piridoksalfosfata, pri čemer nastaneta piruvat in glutamat):
L-alanin + α-ketoglutarat ⇌ piruvat + L-glutamat

## Klinični pomen
Določanje vrednosti ALT v serumu je pogost biokemični jetrni test. Poleg same vrednosti ALT v serumu je pomembno tudi razmerje med ALT in AST (aspartat aminotransferaza).  Vrednosti ALT v serumu se praviloma podajajo v mednarodnih enotah na liter (IU/L), Referenčne vrednosti niso povsem enotno definirane, vendar se običajno uporablja kot normalni razpon vrednosti 0–40 IU/L.
ALT se nahaja predvsem v jetrih, medtem ko se AST v večjih količinah nahaja tudi v srčnih in skeletnih mišicah, ledvicah, možganih, trebušni slinavki, pljučih in belih ter rdečih krvničkah. Posledično je ALT bolj specifičen označevalec jetrnocelične okvare kot AST.

### Povišane vrednosti
Izvide je vedno treba interpretirati glede na referenčne razpone normalnih vrednosti, definirane za določen laboratorij, vendar na splošno veljajo za orientacijo za normalne naslednje vrednosti:
| Spol   | Razpon normalnih vrednosti |
| Ženske | ≤ 34 IU/L                  |
| Moški  | ≤ 45 IU/L                  |

Povišane vrednosti ALT ne pomenijo, da je vzrok nujno obstoječa bolezen. Nihanje ravni ALT je normalno in občasno lahko pride do blagega povišanja tudi brez bolezenskega vzroka, na primer tudi po večjem telesnem naporu.Možni vzroki povišanih vrednosti ALT so med drugim:
- nealkoholna maščobna jetrna bolezen,
- alkoholna jetrna bolezen (sicer bolj značilno povišanje AST, saj je pogosto sinteza ALT celo okrnjena)[1],
- poškodba jeter zaradi zdravil,
- virusni hepatitisi,
- avtoimuni hepatitis,